# El misterio del tren azul
El misterio del tren azul es una novela policial de la escritora británica Agatha Christie escrito en 1928 y editado por primera vez en el Reino Unido el 29 de marzo de ese mismo año por la editorial William Collins, Sons. La obra está protagonizada por Hércules Poirot.

## Argumento
El relato ocurre, en su mayor parte, en la Costa Azul: el litoral meridional de Francia y Montecarlo, donde los ingleses de clase alta pasaban el invierno.
Un millonario americano, el magnate del petróleo Rufus Van Aldin compra un famoso rubí, el “corazón de fuego”, y se lo ofrece de regalo a su hija, Ruth de Kettering. La joya forma parte de un maravilloso collar, codiciado por ladrones y coleccionistas.
Ruth no es feliz en su matrimonio y se interesa por un ex pretendiente con quien no llegó a casarse por voluntad de su padre, pues el sujeto no era del todo honesto. Ya que el marido de la hija demuestra ser un aventurero que se buscó una amante, el millonario sugiere el divorcio e inicia los trámites legales correspondientes.
Durante el viaje en el Tren azul en dirección a Niza, Ruth es asesinada y el rubí robado. Por ironía del destino uno de los pasajeros es Poirot, a quien el padre de Ruth encarga descubrir al asesino. La situación es compleja, pero Poirot, con sus infalibles “células grises” y con otra pasajera, Katherine Grey, en papel de alter ego, obtiene un éxito más en su carrera.

## Adaptaciones televisivas
- "The Mystery of the Blue Train". 1.er. episodio, emitido en el 2005, de la 10.ª temporada de la serie "Agatha Christie's Poirot", que había comenzado a emitirse en 1989.

Guion: Guy Andrews. Dirección: Hettie Macdonald. Intérpretes: David Suchet, James D'Arcy y Alice Eve.